# Robin Söder
Robin Söder (Magra, 1 april 1991) is een Zweeds voetballer die uitkomt voor IFK Göteborg.

## Clubcarrière
Söder begon zijn voetballoopbaan in 1995 bij Magra IS waar hij een paar jaar bleef spelen, daarna ging spelen voor Sollebrunn AIK.
Toen Söder twaalf jaar was ging voetballen bij Morlanda GOIF in Orust ook daar bleef hij niet lang; hij Stenungsunds IF waar hij in het eerste elftal ging spelen. In december 2007 vertrok Söder naar de regerend kampioen IFK Göteborg.
Op 1 juli 2008 maakte Söder in de wedstrijd tegen Trelleborgs FF zijn debuut in de Allsvenskan slechts elf dagen later maakte hij al zijn eerste doelpunt, een belangrijke 2-1 in de wedstrijd tegen Djurgårdens IF. 
Op 22 mei 2017 tekende hij een driejarig contract bij KSC Lokeren.

## Statistieken
| Seizoen | Club         | Land       | Competitie         | Duels | Doelp. |
| ------- | ------------ | ---------- | ------------------ | ----- | ------ |
| 2008    | IFK Göteborg | Zweden     | Allsvenskan        | 14    | 5      |
| 2009    | IFK Göteborg | Zweden     | Allsvenskan        | 12    | 2      |
| 2010    | IFK Göteborg | Zweden     | Allsvenskan        | 13    | 3      |
| 2011    | IFK Göteborg | Zweden     | Allsvenskan        | 18    | 0      |
| 2012    | IFK Göteborg | Zweden     | Allsvenskan        | 23    | 2      |
| 2013    | IFK Göteborg | Zweden     | Allsvenskan        | 26    | 9      |
| 2014    | IFK Göteborg | Zweden     | Allsvenskan        | 19    | 2      |
| 2014/15 | Esbjerg fB   | Denemarken | Superligaen        | 21    | 4      |
| 2015/16 | Esbjerg fB   | Denemarken | Superligaen        | 12    | 4      |
| 2016/17 | Esbjerg fB   | Denemarken | Superligaen        | 32    | 11     |
| 2017/18 | KSC Lokeren  | België     | Jupiler Pro League | 36    | 7      |
| 2018    | IFK Göteborg | Zweden     | Allsvenskan        | 9     | 2      |
| 2019    | IFK Göteborg | Zweden     | Allsvenskan        | 27    | 14     |
| Totaal  | Totaal       | Totaal     | Totaal             | 262   | 65     |